# پاتراکیوکا
پاتراکیوکا (به لاتین: Patrakeyevka) یک منطقهٔ مسکونی در روسیه است که در استان آرخانگلسک واقع شده‌است.